# Heodes maculinita
Heodes maculinita är en fjärilsart som beskrevs av Gunder 1926. Heodes maculinita ingår i släktet Heodes och familjen juvelvingar. Inga underarter finns listade i Catalogue of Life.